# Lepidophorella nigra
Lepidophorella nigra är en urinsektsart som beskrevs av John Tenison Salmon 1943. Lepidophorella nigra ingår i släktet Lepidophorella och familjen långhornshoppstjärtar. Inga underarter finns listade i Catalogue of Life.